# Twieritino (obwód smoleński)
Twieritino (ros. Тверитино) – wieś (ros. деревня, trb. dieriewnia) w zachodniej Rosji, w osiedlu wiejskim Smietaninskoje rejonu smoleńskiego w obwodzie smoleńskim.

## Geografia
Miejscowość położona jest w pobliżu rzeki Krapiwnia, 3,5 km od przystanku kolejowego Woronino, przy drodze magistralnej M1 «Białoruś», 4,5 km od centrum administracyjnego osiedla wiejskiego (Smietanino), 30,5 km od centrum Smoleńska.

## Demografia
W 2010 r. miejscowość liczyła sobie 7 mieszkańców.